# Byton (azienda)
Byton è stata una casa automobilistica cinese fondata nel 2017 a Hong Kong da ex dirigenti di BMW e Nissan, era specializzata in veicoli elettrici. L'azienda presentò la sua prima concept car nel gennaio 2018.

## Storia
Nel 2016 Tencent insieme a Foxconn e alla concessionaria di auto di lusso Harmony New Energy Auto ha fondato la Future Mobility, una startup automobilistica creata allo scopo di commercializzare auto elettriche di alta fascia completamente autonome entro il 2020.
Fondata da Carsten Breitfeld e Daniel Kirchert, era controllata dalla China Harmony New Energy Auto Holding Limited.
Nel gennaio 2017, la società ha annunciato che il suo primo impianto di produzione sarebbe stato realizzato a Nanchino in Cina al costo di 1,7 miliardi di dollari e con una capacità produttiva iniziale di 150.000 auto.
Nel 2018 la First Auto Works, di proprietà dello stato cinese, ha investito una "quantità significativa di denaro" nella Byton.
Nel 2019, Byton ha cessato le attività a causa di difficoltà finanziarie.

## Prodotti

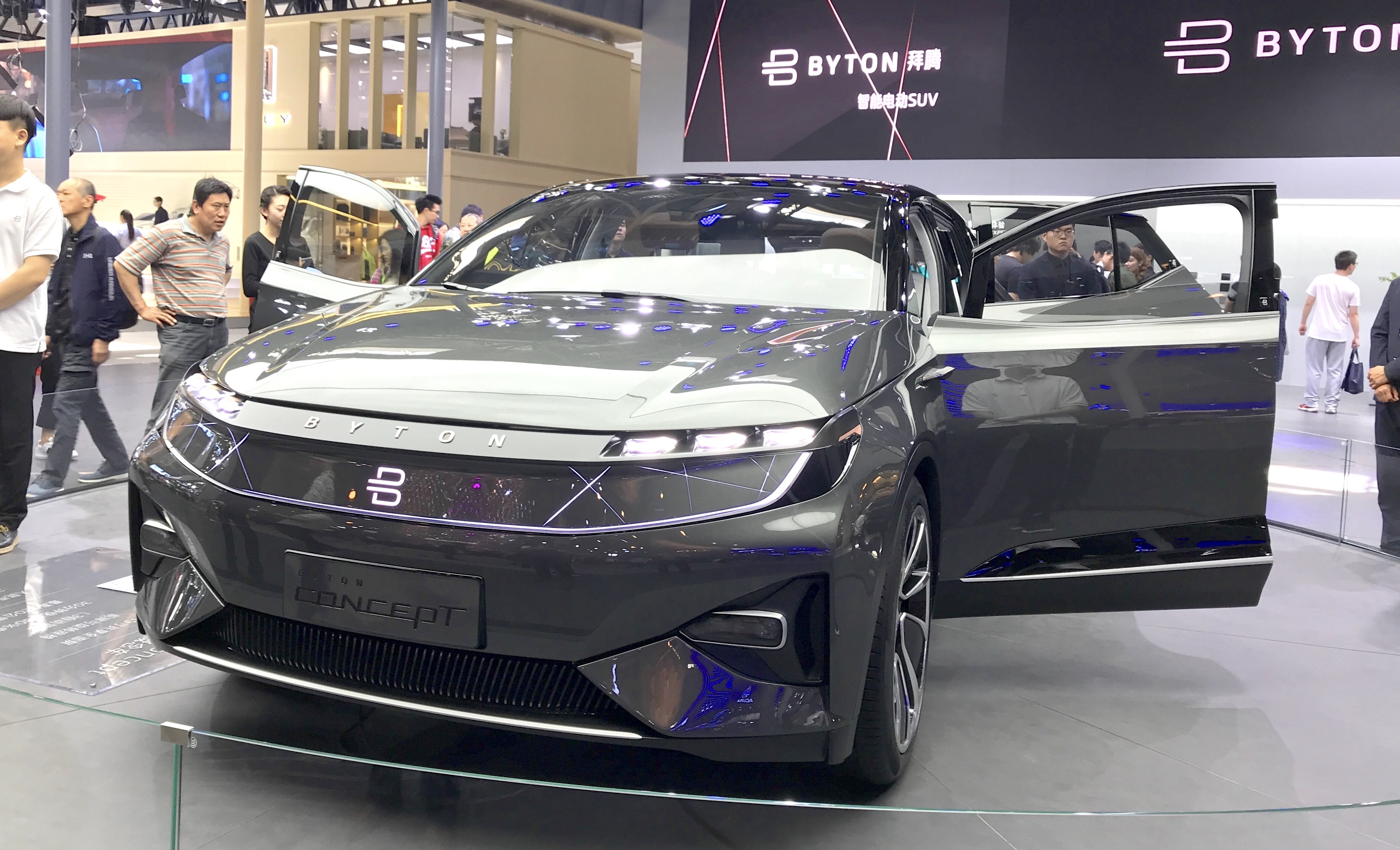
Byton M-Byte

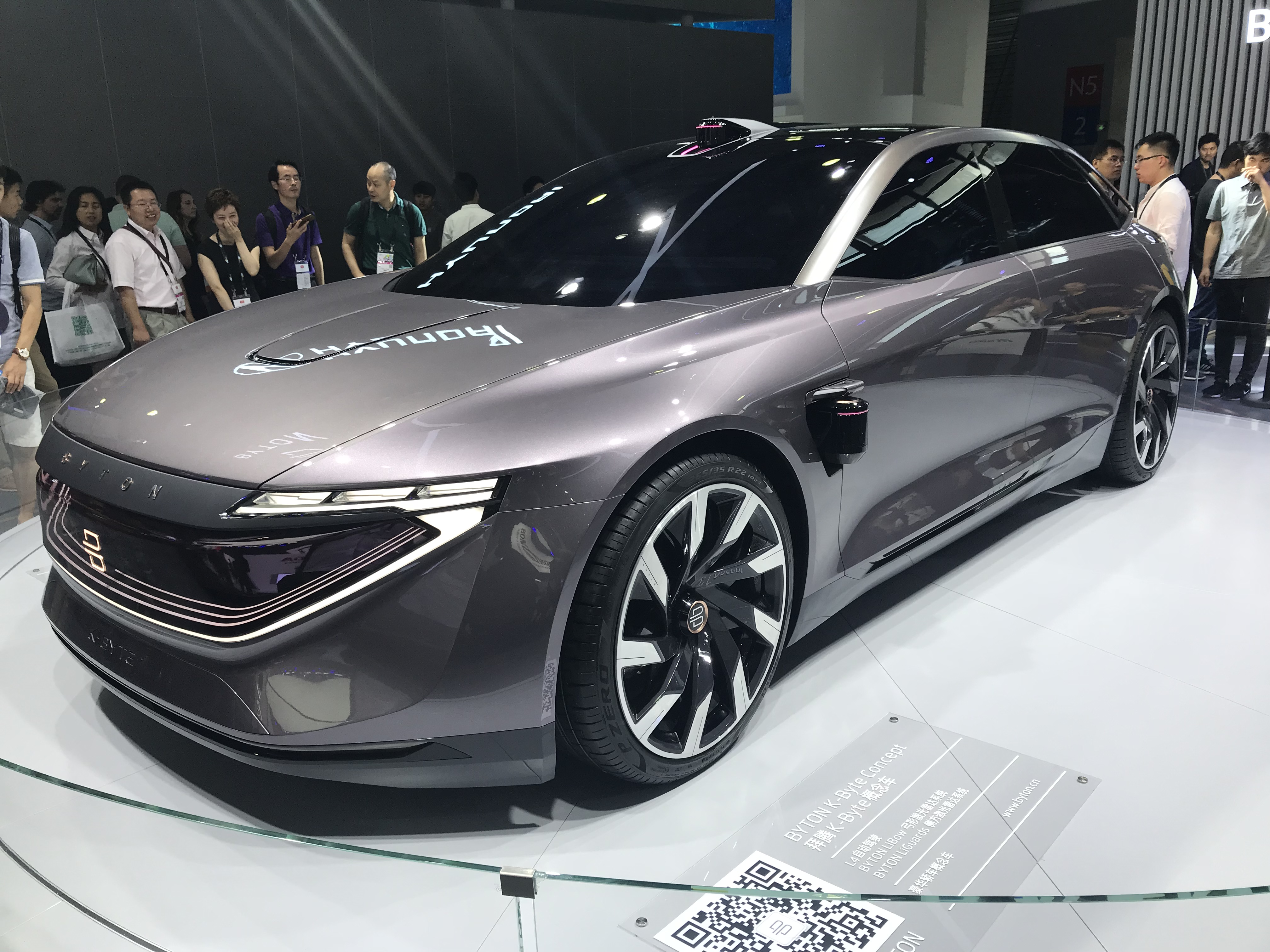
Byton K-Byte Concept

L'azienda ha annunciato l'ambizione di lanciare tre modelli di auto elettriche entro il 2022.

### Nomi
Le auto della Byton sono denominate con varianti del termine "Byte", come "M-Byte" e "K-Byte".

### Byton M-Byte
La Byton M-Byte è un SUV elettrico. È stato presentato al Consumer Electronic Show di Las Vegas il 7 gennaio 2018.

### Byton K-Byte
La Byton K-Byte è una berlina elettrica di lusso. Nel giugno 2018 è stata presentata in anteprima al CES Asia.